# Дремовля
Дремовля — река на западе Тверской области, один из крупнейших правых притоков Межи. Длина реки составляет 23 километра.

## Течение
Протекает по территории Нелидовского муниципального района.
Дремовля начинается в 1,5 км к северо-западу от деревни Пустое Подлесье Высокинского сельского поселения. Высота истока — около 240 метров над уровнем моря. Течёт в целом на юго-запад. Ширина реки в нижнем течении до 18 метров, глубина до 0,5 метра. Скорость течения в низовье — 0,2 м/с.
Впадает в Межу в 211 километрах от её устья.

## Притоки
(В скобках указана длина притока)
Правые:
- Чернушка (9,1 км)
- Бутаковка (24,6 км) — главный приток; длиннее самой Дремовли
- Амховица (13,2 км)

## Населённые пункты
Река протекает по малонаселённой местности. На берегу Дремовли расположенные следующие населённые пункты Нелидовского сельского поселения: Рябиновка, Ростовая, д. Ильюшино, п. Ильюшино. Ранее на берегу реки также располагалась деревня Старая.